# گل تاج‌خروس تاجی
گل تاج خروس تاجی(نام علمی: Celosia argentea) نام یک گونه از تیره تاج‌خروسیان است.